# Сломчиці
Сломчиці (пол. Słomczyce) — село в Польщі, у гміні Стшалково Слупецького повіту Великопольського воєводства.
У 1975-1998 роках село належало до Конінського воєводства.